# Condado de Breslávia
Condado de Breslávia (polaco: powiat wrocławski) é um powiat (condado) da Polónia, na voivodia de Baixa Silésia. A sede do condado é a cidade de Breslávia. Estende-se por uma área de 1116,15 km², com 104581 habitantes, segundo o censo de 2007, com uma densidade de 95,74 hab/km².

## Divisões admistrativas
O condado possui:
Comunas urbana-rurais: Kąty Wrocławskie, Sobótka, Święta Katarzyna
Comunas rurais: Czernica, Długołęka, Jordanów Śląski, Kobierzyce, Mietków, Żórawina
Cidades: Kąty Wrocławskie, Sobótka, Siechnice.

## Demografia
População (dados de 30 de Junho de 2005):
|          | Total   | Total | Mulheres | Mulheres | Homens  | Homens |
| -------- | ------- | ----- | -------- | -------- | ------- | ------ |
|          | pessoas | %     | pessoas  | %        | pessoas | %      |
| Total    | 100 164 | 100   | 50 909   | 50,8     | 49 255  | 49,2   |
| Cidades  | 16 021  | 100   | 8327     | 52       | 7694    | 48     |
| Povoados | 84 143  | 100   | 42 582   | 50,6     | 41 561  | 49,4   |